# ア・トゥート・アンド・ア・スノア・イン・'74
『ア・トゥート・アンド・ア・スノア・イン・'74』（A Toot and a Snore in '74）は、1992年に発売されたブートレグ・アルバムである。1974年3月28日にロサンゼルスで行われたジョン・レノン、ポール・マッカートニーらによるジャム・セッションの模様が収録されている。

## 解説

### セッションに至る背景
1970年4月にビートルズが事実上解散して以来、レノンとマッカートニーは個人的に会うことも連絡することも全くなかった。また1974年当時は、ビートルズの法的な解散に関する合意が未決着であった。
レノンは前年7月にオノ・ヨーコと別居し、フィル・スペクターをプロデューサーに起用した『ロックン・ロール』のレコーディングのためにロサンゼルスに滞在していた。ところが12月にスペクターがセッション・テープを持ったまま姿をくらましてしまったため、レコーディングが中断を余儀なくされ、レノンはハリー・ニルソンの新しいアルバムをプロデュースすることを決めた。
一方、マッカートニーは前年12月にウイングスのサード・アルバム『バンド・オン・ザ・ラン』をリリースすると、1月からは弟マイクのアルバム『マクギア』の制作を行っていた。レコーディングが一段落すると、アカデミー賞授賞式に出席するため久しぶりにロサンゼルスを訪れていたが、ナイトクラブでの一件を知り、心配したマッカートニーはレノンに会うために、家族を連れてサンタモニカに向かった。

### セッション当日
3月28日、レノンはバーバンク・スタジオでニルソン、リンゴ・スター、ジェシ・エド・デイヴィス、ボビー・キーズ、ダニー・コーチマーら共に、『プシー・キャッツ』のレコーディングを始めていた。その日のレコーディングが終わってスターらが帰った後、スティーヴィー・ワンダーが来てジャム・セッションを行っていると、突然マッカートニー夫妻が訪問してきた。
レノンはとりあえず握手をしながら「勇敢なポール・マッカートニーとお見受けしますが？」と挨拶した。マッカートニーはすぐ「勇敢なジャスパー・レノンとお見受けしますが？」と返した。これはロンドンのフィンズバリー・パークにあったオデオン・アストリアで、1963年12月24日から1964年1月11日まで行われた「ザ・ビートルズ・クリスマス・ショー」の中で演じたコントのセリフだった。レノンの秘書で当時のガールフレンドであったメイ・パンは、「ポールが来るなんてまったく知らなかった。振り向いたらそこにいたのよ」と回想している。
マッカートニーはスターのドラムを、リンダはハモンドオルガンでセッションに参加し、「スタンド・バイ・ミー」や「ミッドナイト・スペシャル」などを演奏したニルソンはバッキング・ヴォーカルで参加した。
セッションは飲酒と薬物摂取しながらのものとなった。マッカートニーは「あの場において酔ってない人間はいなかったと思う。」と振り返っている。また、キーズはセッションについて何度か質問されたが全く思い出せなかったし、ワンダーは「クレイジーで、おもしろかったよ」と語ったが、記憶はあやふやだった。

### その後
翌日の午後、マッカートニー夫妻は3人の娘、ヘザー、メアリー、ステラを連れてレノンが借りていたビーチハウスを訪問し、ひと時を過ごした。その後、アカデミー賞授賞式に参列し、イギリスに戻った。
レノンは4月下旬にニューヨークに戻ると、6月に『プシー・キャッツ』を完成させ、8月に『心の壁、愛の橋』、10月には『ロックン・ロール』と2枚のアルバムのレコーディングを行うなど精力的に活動した。一方、マッカートニーは6月からナッシュビルで新メンバーによるウイングスのアルバム制作に向けてのリハーサル・セッションを行い、その際にレコーディングした「ジュニアズ・ファーム／サリー・G」を10月にリリースした。
12月19日、レノン、マッカートニー、ジョージ・ハリスンの3人はビートルズの法的解散合意書にサインすることになっていた。ところが土壇場になってレノンは「今日は星の巡りが悪い」と言って姿を見せなかった。ハリスンは激怒したが、マッカートニーが執りなし、レノンは翌日のツアーの打ち上げパーティーで謝罪した。
1975年1月、マッカートニーからウイングスの『ヴィーナス・アンド・マース』のレコーディング・セッションに誘われていたレノンは、パンと共にニューオリンズに向かう準備を進めていた。ところが出発直前にオノからの連絡を受け、そのままレノンは別居生活に終止符を打ち、セッションへの参加をキャンセルしてしまった。
その後、ショーンの誕生を受け「主夫」生活を送っていたレノンをプライベートでマッカートニーが訪ねることが何回かあったが、それも途絶えてしまった。結局、1980年12月にレノンが亡くなったため、結果的にハリウッドでのセッションが音源の残されている二人の共演の最後となってしまった。

## アートワーク
アルバムのフロントカバーは、1979年にEMIからリリースされたコンピレーション・アルバム『ザ・ソング・オブ・レノン＆マッカートニー』のデザインをもとに、セッションの参加者の写真やイラストをコラージュしている。
なお、タイトルは「痛飲と退屈」もしくは「コカインの吸入といびき」という、飲酒とコカインを摂取しながら行った状況を表しており、セッション中の会話が基になっている。

## 収録曲
| #         | タイトル | 作詞・作曲                                                                   | オリジナル・シンガー（リリース年）                                  | 時間  |
| --------- | --- | ---------------------------------------------------------------------------- | ------------------------------------------------------------------- | ----- |
| 1.        | 「ア・トゥート・アンド・ア・スノア」(A Toot and a Snore)                                                        |                                                                              |                                                                     | 0:27  |
| 2.        | 「ブルージー・ジャム・セッション」(Bluesy Jam Session)                                                          |                                                                              |                                                                     | 2:32  |
| 3.        | 「スタジオ・トーク」(Studio Talk)                                                                               |                                                                              |                                                                     | 2:38  |
| 4.        | 「ルシール」(Lucille)                                                                                           | リトル・リチャード、アルバート・コリンズ                                     | リトル・リチャード（1957年）                                        | 5:58  |
| 5.        | 「スリープ・ウォーク」(Sleep Walk)                                                                              | サント・ファリーナ、ジョニー・ファリーナ、アン・ファリーナ                   | サント＆ジョニー（1959年）                                          | 2:37  |
| 6.        | 「スタンド・バイ・ミー」(Stand By Me)                                                                           | ベン・E・キング、ジェリー・リーバー、マイク・ストーラー                      | ベン・E・キング（1961年）                                           | 2:17  |
| 7.        | 「スタンド・バイ・ミー」                                                                                        |                                                                              |                                                                     | 3:39  |
| 8.        | 「スタンド・バイ・ミー」                                                                                        |                                                                              |                                                                     | 6:03  |
| 9.        | 「キューピッドよ あの子を狙え / チェイン・ギャング / 9ポンドのハンマー」(Cupid / Chain Gang / Take This Hammer) | サム・クック / サム・クック、チャールズ・クック / トラディショナル・フォーク | サム・クック（1961）/ サム・クック（1960）/トラディショナル（1915） | 3:10  |
| 合計時間: | 合計時間: | 合計時間:                                                                    | 合計時間:                                                           | 29:21 |

## 参加ミュージシャン
※出典（特記を除く）
- ジョン・レノン - リード・ボーカル、ギター
- ポール・マッカートニー - ハーモニー・ボーカル、ドラム
- リンダ・マッカートニー - ハモンドオルガン[注釈 23]
- ジェシ・エド・デイヴィス - ギター
- エド・フリーマン - ベース[注釈 24]
- ハリー・ニルソン - ハーモニー・ボーカル[21]
- スティーヴィー・ワンダー - エレクトリックピアノ
- ボビー・キーズ - サクソフォーン
- マル・エヴァンズ - タンバリン[13][注釈 25]
- メイ・パン - タンバリン[注釈 26]